# Pretty Please (Love Me)
"Pretty Please (Love Me)" é o quarto single britânico da cantora inglesa de hip-hop/R&B Estelle, para seu segundo álbum de estúdio Shine. A canção conta com a participação na produção e composição de Cee-Lo do grupo Gnarls Barkley.
A canção aparece no segundo volume da trilha sonora do filme "Sex and the City: The Movie", estreiado em 23 de setembro de 2008. Estelle performou a canção no Al Murray's Happy Hour em 19 de setembro de 2008.

## Vídeo da música
O vídeo da música "Pretty Please (Love Me)" foi gravado pelo diretor Zipper. O vídeo não contem a participação de Cee-Lo, mas sua participação vocal continua. O vídeo também conta com a participação dos atores Jackie Long, Taraji P. Henson e Malik Yoba, assim como a de Aubrey O'Day, do grupo norte-americano de Pop/R&B Danity Kane.

## Faixas e formatos
CD Single (Reino Unido)
1. "Pretty Please (Love Me)" (Versão do álbum)

Download (Reino Unido)
1. "Pretty Please (Love Me)" (Versão do álbum)
2. "Pretty Please (Love Me)" (Steve Mac Remix)

Promo CD (Reino Unido)
1. "Pretty Please (Love Me)" (Versão de rádio)

Promo CD Remix (Reino Unido)
1. "Pretty Please (Love Me)" (Steve Mac Club Vox)
2. "Pretty Please (Love Me)" (Steve Mac Dub)
3. "Pretty Please (Love Me)" (Versão do rádio de Steve Mac)
4. "Pretty Please (Love Me)" (Versão do álbum)
5. "Pretty Please (Love Me)" (Big League Remix) (Sem rap)

## Desempenho nas paradas
"Pretty Please (Love Me)" debutou na UK Singles Chart na posição número 103. É a segunda canção de Estelle menos bem sucedida, perdendo apenas para "Wait a Minute (Just a Touch)" que não se posicionou em nenhuma parada.
| Parada (2008)                | Melhor posição |
| ---------------------------- | -------------- |
| Reino Unido UK R&B Chart     | 6              |
| Reino Unido UK Singles Chart | 103            |